# Segunda División 1929/30
Die Segunda División 1929/30 war die zweite Spielzeit der zweithöchsten spanischen Fußballliga. Sie begann am 1. Dezember 1929 und endete am 30. März 1930. Meister wurde Deportivo Alavés, das somit als erster Verein in die Primera División aufstieg.

## Abschlusstabelle
| Pl. | Verein               | Sp. | S | U | N  | Tore    | Quote | Punkte |
| --- | -------------------- | --- | - | - | -- | ------- | ----- | ------ |
| 1.  | Deportivo Alavés     | 18  | 9 | 4 | 5  | 044:190 | 2,32  | 22:14  |
| 2.  | Sporting Gijón       | 18  | 9 | 3 | 6  | 029:280 | 1,04  | 21:15  |
| 3.  | Iberia SC            | 18  | 6 | 9 | 3  | 026:220 | 1,18  | 21:15  |
| 4.  | FC Sevilla           | 18  | 9 | 2 | 7  | 041:260 | 1,58  | 20:16  |
| 5.  | Real Oviedo          | 18  | 8 | 2 | 8  | 037:440 | 0,84  | 18:18  |
| 6.  | FC Valencia          | 18  | 7 | 4 | 7  | 040:430 | 0,93  | 18:18  |
| 7.  | Deportivo La Coruña  | 18  | 6 | 5 | 7  | 033:370 | 0,89  | 17:19  |
| 8.  | Real Murcia (N)      | 18  | 6 | 3 | 9  | 040:500 | 0,80  | 15:21  |
| 9.  | Betis Sevilla        | 18  | 6 | 2 | 10 | 029:390 | 0,74  | 14:22  |
| 10. | Cultural Leonesa (N) | 18  | 5 | 4 | 9  | 030:410 | 0,73  | 14:22  |

| (N) | Neuaufsteiger der Tercera División |

## Nach der Saison
Aufsteiger in die Primera División
- 01. – Deportivo Alavés

 Absteiger in die Tercera División
- 10. – Cultural Leonesa

 Absteiger aus der Primera División
- Athletic Madrid

 Aufsteiger in die Segunda División
- CD Castellón